# Diplotaxis cossoniana
Diplotaxis cossoniana är en korsblommig växtart som först beskrevs av Georges François Reuter och Pierre Edmond Boissier, och fick sitt nu gällande namn av Otto Eugen Schulz. Diplotaxis cossoniana ingår i släktet mursenaper, och familjen korsblommiga växter. Inga underarter finns listade i Catalogue of Life.